# Vaspitni stilovi roditelja
Roditeljstvo je fenomen koji poznaje svako društvo, univerzalno i nezamenljivo. Autori  navode da se u litaraturi koriste različiti termini koji objašnjavaju postupanje roditelja sa decom: vaspitni stavovi, vaspitni stilovi, vaspitni postupci roditelja itd. Pod vaspitnim stilom roditelja podrazumeva se relativno dosledan način ponašanja roditelja, a kroz te postupke roditelja se uspostavljaju odnosi sa decom.

## Vaspitni stilovi roditelja
Vaspitni stav počinje vrlo rano da se formira i proteže se kroz celo detinjstvo i mladost osobe . U našim istraživanjima i dalje dominira Šeferov dvodimenzionalni model vaspitnih stavova roditelja: afektivne i kontrolne. Afektivna dimenzija predstavlja emocionalni odnos roditelja prema detetu i ima dva ekstrema: toplo i hladno vaspitanje, dimenzija kontrole pokazuje dozvoljenu psihičku i fizičku slobodu i samostalnost deteta, a njeni polovi su popustljivo i ograničavajuće vaspitanje . Kombinacijom ovih ekstremnih tačaka afektivne dimenzije i dimenzije kontrole mogu se dobiti:
1. toplo-popustljiv,
2. toplo-ograničavajući,
3. hladno-popustljiv
4. hladno-ograničavajući vaspitni stil roditelja [4]

Pomenute dimenzije kreiraju vaspitne stilove roditelja. D. Bomrajnd oslanjajući se na Šeferov model definisala je tri osnovna tipa odnosa roditelj-dete: autoritarni, autoritativni, permisivni . Neki autori dodaju na ova osnovna tri tipa odnosa i zanemarujući stil roditeljskog vaspitanja. Autoritarni (krut, strog) vaspitni stil podrazumeva visoko izraženu kontrolu od strane roditelja, njihovo strogo i nadmoćno ponašanje, dok se od dece očekuje poslušnost, roditelj vidi poslušnost kao vrlinu i preferira kažnjavanje, kada se detetove akcije ili verovanja ne podudaraju sa onim što on misli da je ispravno ponašanje, odgovara hladno-ograničavajućem vaspitnom stavu iz Šeferovog modela. Autoritativni (demokratski, dosledan) vaspitni stil odgovara toplo-ograničavajućem vaspitnom stavu, karakteriše roditelje koji ohrabruju verbalnu komunikaciju i inicijativu deteta, kontrola je relativno visoka ali razumno prilagođena uzarstu deteta, primenjuju čvrstu kontrolu nad detetom i postavljaju jasne zahteve i granice ponašanja . Permisivan (prepopustljiv) stil imaju roditelji koji postavljaju niske zahteve uz slabu kontrolu, uz visok nivo topline i podrške, pri tome se svaki detetov zahtev zadovoljava . Permisivan stil odgovara toplo-popustljivom stavu iz Šeferovog modela. Indiferentan stav (zanemarujući) podrazumeva potpunu nebrigu o detetu, dete je prepušteno samom sebi jer mu nedostaju pravila i toplina porodičnog doma. Prisutno je emocionalno zanemarivanje deteta kao posledica toga što su jedan ili oba roditelja često odsutni od kuće ili preokupirani nečim drugim – radom, siromaštvom, sticanjem dobara, alkoholizmom, razvodom ili bolešću. Odgovara hladno-popustljivom vaspitnom stavu. Posebno negativni po dete su vaspitni stilovi koji se karakterišu odbacivanjem, izbegavanjem, preteranim zahtevima i preteranom zaštitom - poželjni su saradnja, prihvatanje, poštovanje prava deteta i umerena sloboda. Uspešno roditeljstvo zahteva veliku fleksibilnost i sposobnost da se prepoznaju zadaci koji su promenljivi u odnosu na uzrast i nivo razvoja deteta .

## Dosadašnja istraživanja na temu roditeljskih vaspitnih stilova
Dosadašnja istraživanja na temu roditeljskih vaspitnih stilova i stavova, pokazala su da postoji povezanost ove dimenzije sa drugim dimenzijama ličnosti. Ispitivana je povezanost obrazaca afektivne vezanosti Архивирано на веб-сајту  (11. април 2019) roditelja sa procenama njihovih vaspitnih stilova od strane vlastite dece. Rezulati su pokazali da postoji veza između kvaliteta partnerske afektivne veze i vaspitnog stila roditelja. Dalje, istraživanja analiziraju optimalni vaspitni stil za razvoj darovitosti. Topao i prihvatajući vaspitni stav roditelja pokazao se povezanim sa visokim stepenom ostvarenosti detetovih potencijala. Vaspitni stil majke značajniji je nego vaspitni stil oca za objašnjenje interpersonalne orijentacije mlade osobe. Jedna doktorska diseratacija bavi se povezanošću vaspitnog stila roditelja, funkcionalnosti porodice i stresa roditeljske uloge. Dolazi do zaključka da funkcionalni ili disfunkcionalni porodični odnosi, kao i postojanje ili nepostojanje doživljaja stresa roditeljske uloge u velikoj meri određuju vaspitni stil . Sprovodi se istraživanje koje meri uticaj između vaspitnog stila roditelja i uspeha mlađih adolescenata u školi. Rezultati su pokazali da je na prvom mestu premisivan vaspitni stil u kombinaciji sa toplim vaspitanjem, na drugom autoritarni vaspitni stil sa toplim vaspitanjem i na trećem je autoritativni vaspitni stil. Potvrđeno je veza između autoritativnog vaspitnog stila i školskog uspeha učenika, dok povezanost između zanemarujućeg vaspitnog stila i školskog uspeha odnosno autoritarnog vaspitnog stila i školskog uspeha adolescenata nije utvrđena. Istraživanja pokazuju da zanemarujući vaspitni stil roditelja utiče na agresivno ponašanje adolescenta, dok veza između odbacujućeg i demokratskog vaspitnog stila i agresivnog ponašanja nije potvrđena.  Istraživanja su pokazala da postoji povezanost između stabilnosti samopoštovanja i vaspitnih stilova roditelja. Emocionalna toplina i prihvatanje od strane majke stvaraju uzajamni odnos poverenja koji je pogodan za razvoj visokog i stabilnog samovrednovanja tj. pozitivne i postojane slike o sebi, dok drugi ispitivani vaspitni stilovi – nedoslednost i prezaštićivanje majke nosi rizik za formiranje nestabilnih samoprocena

## Spoljašnje veze
1. Vaspitni stilovi roditelja
2. Vaspitni stilovi roditelja
3. Koji je vaš vaspitni stil?
4. Roditeljstvo se uči. Архивирано на веб-сајту  (11. април 2019)